# Лосев, Алексей Пантелеевич
Алексей Пантелеевич Лосев (1918—1990) — старший лейтенант Рабоче-крестьянской Красной Армии, участник Великой Отечественной войны, Герой Советского Союза (1943).

## Биография
Алексей Лосев родился 14 августа 1918 года в селе Кремяное (ныне — Кореневский район Курской области). После окончания Сумского технологического техникума сахарной промышленности работал технологом на сахарном заводе. В 1939 году Лосев был призван на службу в Рабоче-крестьянскую Красную Армию. В 1941 году он окончил Киевское артиллерийское училище. С июня того же года — на фронтах Великой Отечественной войны.
К июлю 1943 года старший лейтенант Алексей Лосев командовал 5-й батареей 1177-го истребительно-противотанкового артиллерийского полка 14-й истребительно-противотанковой бригады Воронежского фронта. Отличился во время Курской битвы. 6-7 июля 1943 года, ведя бои у деревни Покровка Ивнянского района Белгородской области, батарея Лосева уничтожила 26 танков. Несмотря на потерю 3 из 4 орудий батареи, артиллеристы продолжали сражаться с танками при помощи гранат и бутылок с горючей смесью. Ведя огонь из единственного уцелевшего орудия, Лосев уничтожил ещё 2 танка и большое количество солдат и офицеров противника.
Указом Президиума Верховного Совета СССР от 21 сентября 1943 года за «образцовое выполнение заданий командования и проявленные при этом мужество, отвагу и героизм» старший лейтенант Алексей Лосев был удостоен высокого звания Героя Советского Союза с вручением ордена Ленина и медали «Золотая Звезда» за номером 2213.
В последующих боях Лосев получил два тяжёлых ранения, после чего остался инвалидом, до конца жизни хромал и с трудом пользовался правой рукой. После войны жил в Москве, окончил Институт народного хозяйства имени Плеханова и работал в Министерстве торговли СССР. Скончался 4 июня 1990 года, похоронен на Донском кладбище Москвы.
Был также награждён орденом Отечественной войны 1-й степени и рядом медалей.